# Monasterio de Interlaken
El monasterio de Interlaken (en alemán: Kloster Interlaken) fue un convento de los agustinos desde 1133 hasta 1528 en Interlaken, en el cantón de Berna, Suiza. Está considerado como patrimonio protegido suizo. Actualmente es la sede del distrito de Interlaken.

## Historia
La primera mención al decano del monasterio aparece en 1133 cuando el emperador Lotario II del Sacro Imperio Romano Germánico conquistó el monasterio, fundado por el barón Seliger de Oberhofen, y lo puso bajo su protección. El monasterio formaba parte de la diócesis de Lausana. Según una escritura de 1133, los miembros del monasterio podían elegir a su propio decano y bailío por encima de una institución religiosa. Durante el siglo XII los decanos eran ratificados por el obispo y por el papa. En 1247 también había mujeres en el monasterio. Durante el siglo XII el título de decano o bailío perteneció a la familia von Eschenbach. Sin embargo, en 1308, Walther von Eschenbach conspiró con Juan de Suabia en el asesinato de su hijo el rey Alberto I de Habsburgo. En 1318, la familia perdió este derecho en Interlaken cuando el hijo de Alberto, el duque Leopoldo I, fue elegido decano. Cuando falleció en 1325, el decano y el capítulo general transfirieron el título a su hermano Alberto II de Habsburgo. Sin embargo, el monasterio continuó elegiendo a su propio bailío. A comienzos del siglo XV, la ciudad de Berna intentó poseer el monasterio, aunque no lo consiguieron hasta 1472.
Durante el siglo XIII la influencia del monasterio se extendió por los alrededores y los valles del río Aar y Gürbe, llegando a tener autoridad en una docena de iglesias junto a numerosas villas y granjas, convirtiéndose en los propietarios religiosos más poderosos de la zona. La mayoría de terrenos los albergaban en el extremo oriental del lago de Thun, en torno al lago de Brienz y en los valles de Lauterbrunnen y Grindelwald, por lo que crecieron de manera exponencial durante el siglo XIII y comienzos del XIV. Sin embargo, en 1350 sufrieron una crisis que llevó a un decrecimiento de monjes y monjas y al aumento de una deuda. Un documento de 1310 revela que existían 30 sacerdotes, 20 hermanos y 350 mujeres en el monasterio. Por el contrario, en 1472 solo estaba el decano, el prior, nueve canónigos, siete novicias y 27 monjas. En este momento, el monasterio también tenía problemas con sus inquilinos y sus vecinos. En 1348, los ciudadanos de Grindelwald y Wilderswil se unieron en una liga de defensa con Unterwalden. Berna respondió con una expedición militar en su oberland, que terminó con la derrota de Unterwalden y sus aliados.En 1445 la Liga Malvada se alzó en el oberland cerca de Interlaken y luchó contras las fuerzas bernesas y sus impuestos tras la Antigua guerra de Zúrich.
Durante el siglo XIV los canónigos y las monjas dejaron de seguir las normas monásticas. En 1472 una violenta disputa entre los hombres y las mujeres del convento llevaron a dos visitas del obispo de Lausana, quien notó serias deficiencias. El decano fue arrestado y muchos canónigos fueron reemplazados por miembros de otros conventos. A pesar de estas medidas, las monjas abandonaron el convento en 1484 y fueron transferidas al nuevo monasterio de San Vicente en Berna.
Durante la Reforma protestante, el monasterio fue secularizado en 1528. Los canónigos recibieron un acuerdo financiero y sus propiedades comenzaron a ser gestionadas por el bailío de Berna. Los inquilinos del monasterio protestaron contra la abolición, pero fueron reprimidos por Berna. Tras la Reforma, Berna creó el bailío de Interlaken con los antiguos terrenos del monasterio. Parte del monasterio se utilizó como sede de la administración del distrito, mientras que el resto se convirtió en un hospital para indigentes. Entre 1562-1563 Berna convirtió el coro del convento en un granero y una bodega de vino. En 1746-1750 el ala oeste fue demolida por el gobernador Samuel Tillier para construir el denominado nuevo castillo. Desde entonces, ha sido la sede del distrito de Interlaken.